# チャンビシ鉱山
チャンビシ鉱山（ちゃんびしこうざん、英語: Chambisi copper mine）は、ザンビアのカッパーベルト州チャンビシ郊外に存在する鉱山。銅鉱石を産出するためチャンビシ銅鉱山、チャンビシ銅山とも報道される。

## 概要
生産が活発になったのは、1997年に経営不振から閉山していたチャンビシ鉱山の鉱業権（85%）を中華人民共和国の中央企業、中国有色鉱業集団有限公司（英語: China Non Ferrous Metal Industries、中国語: 中国有色矿业集团有限公司）が取得してから。中国企業の海外初の非鉄金属鉱山であることから、アフリカ諸国進出のシンボル的存在ともなっている。2006年の採掘量は126万トンで金属重量2.3万トンに相当。鉱山周辺では、湿式精錬所等の関連施設の建設も進められている。